# Gare de Cassel-Wilhelmshöhe
La gare de Cassel-Wilhelmshöhe (en allemand Bahnhof Kassel-Wilhelmshöhe) est la plus grande gare de Cassel dans le Land de Hesse. Cette gare se situe dans le centre-ville de Cassel.

## Situation ferroviaire

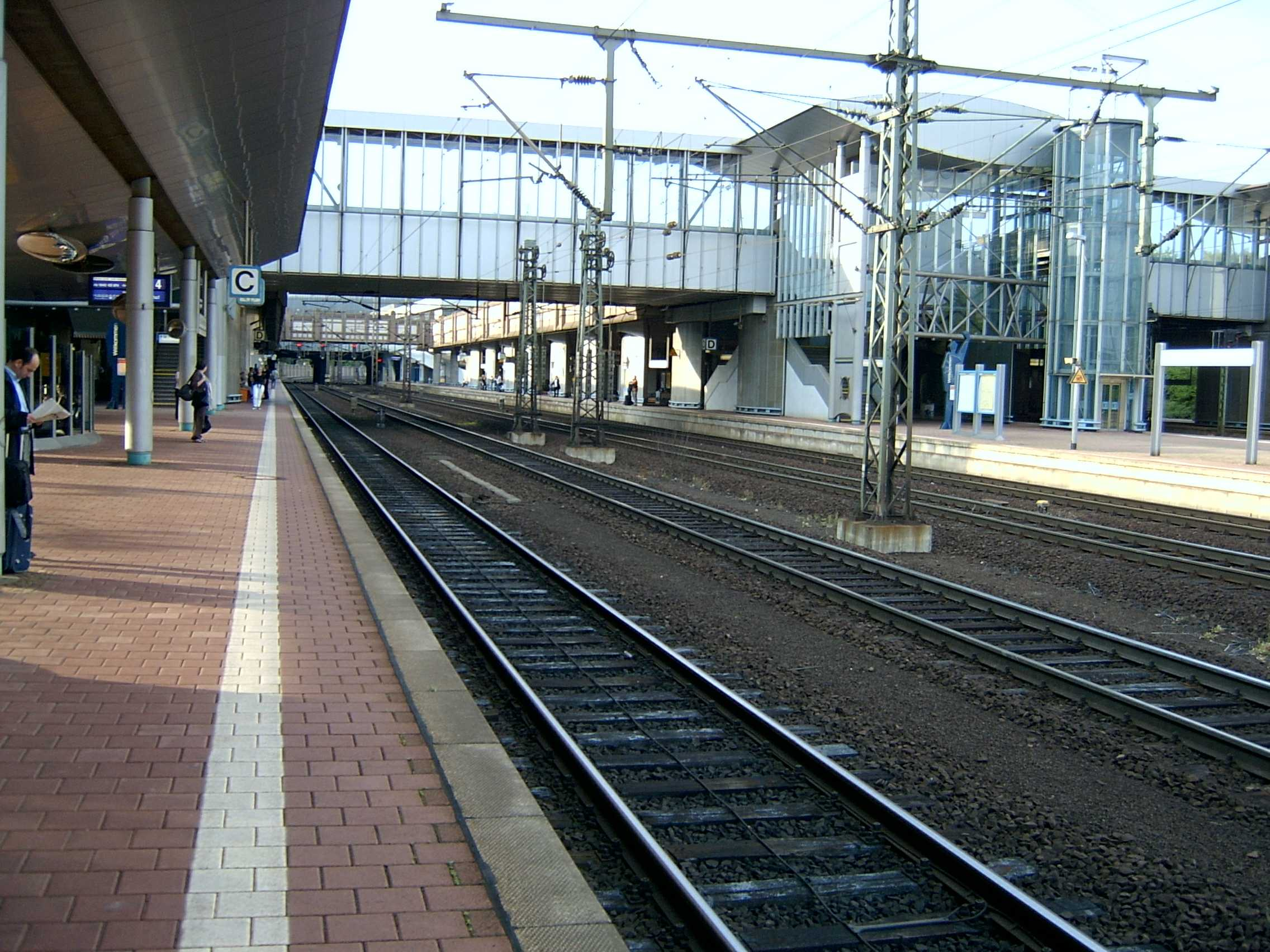
Quai de gare

Elle est une plaque tournante du transport dans la région de Hesse-du-Nord (Nordhessen).

## Historique
Lorsque la Bundesbahn a commencé à construire la LGV Hanovre - Wurtzbourg, Cassel, à l'origine n'était pas censé avoir de gare sur cette LGV. Toutefois, il a été décidé que Göttingen, Fulda et Cassel auraient une gare sur la ligne. Les deux premières villes ont été assez facile à connecter, mais Cassel pose un problème car la gare centrale, Cassel Hauptbahnhof, était une station terminale. Plusieurs options ont été examinées, dont la rénovation de la gare centrale de Cassel et la construction d'une nouvelle gare, finalement, la deuxième solution a été choisie. Le 13 novembre 1981, la construction de la ligne ferroviaire à grande vitesse a commencé sur le territoire de Hesse, et il a été décidé de construire la station dans l'arrondissement de Bad Wilhelmshöhe.
Le 29 mai 1991, la LGV et la gare ont été ouvertes le même jour.

## Dessertes
| Ligne  | Trajet | Fréquence              |
| ------ | --- | ---------------------- |
| ICE 11 | Berlin Hbf – Braunschweig Hbf - Hildesheim Hbf – Cassel-Wilhelmshöhe – Fulda Bf - Hanau Hbf - Francfort Hbf – Mannheim Hbf – Stuttgart Hbf – Ulm Hbf – Augsbourg Hbf – Munich Hbf | Toutes les deux heures |
| ICE 12 | Berlin – Braunschweig Hbf – Cassel Wilhelmshöhe – Fulda Bf - Hanau Hbf - Francfort Hbf – Mannheim Hbf – Karlsruhe Hbf – Offenbourg Bf – Fribourg Hbf – Bâle bad Bf - Basel SBB    | Toutes les deux heures |
| ICE 20 | Hambourg Hbf – Hanovre Hbf – Cassel-Wilhelmshöhe – Fulda Bf - Francfort Hbf – Mannheim Hbf – Karlsruhe Hbf – Fribourg Hbf – Bâle bad Bf - Basel SBB - Zurich Hbf - Interlaken-Est | Toutes les deux heures |
| ICE 22 | Hambourg Hbf – Hanovre Hbf – Cassel Wilhelmshöhe - Francfort Hbf – Mannheim Hbf – Stuttgart Hbf                                                                                   | Toutes les deux heures |
| ICE 25 | (Hambourg) ou (Brême) – Hanovre – Cassel-Wilhelmshöhe – Fulda – Wurtzbourg – (Nuremberg - Ingolstadt) ou (Augsbourg) - Munich                                                     | Toutes les heures      |